# Huth-Kühn-Schaltung
Die Huth-Kühn-Schaltung ist eine Oszillatorschaltung. Obwohl sie über keine erkennbare Rückkopplung verfügt, erzeugt sie sehr zuverlässig Schwingungen. Sie wurde von Ludwig Kühn, der bei der Firma Dr. E.F. Huth in Berlin arbeitete, im Jahr 1917 zum Patent angemeldet.

## Funktionsweise

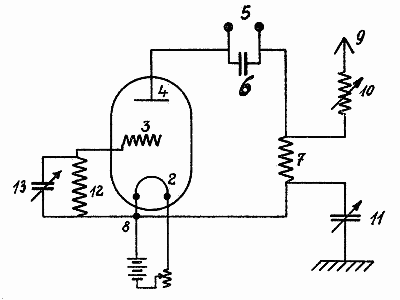
Huth-Kühn-Oszillator (Patentskizze)

Der Schwingkreis am Gitter der Triode besteht aus Drehkondensator 13 und Spule 12. Der Schwingkreis am Gitter wird über die interne Gitter-Anoden-Kapazität der Röhre mit dem Schwingkreis an der Anode aus Spulen 7, 10 und Drehkondensator 11 gekoppelt. Beide Schwingkreise haben etwas unterschiedliche Resonanzfrequenz. Die leichte Verstimmung sorgt dafür, dass sich aufgrund der starken Abhängigkeit der Phasenverschiebung von der Frequenz die notwendige Gegenphasigkeit von Gitterspannung und Anodenspannung einstellt. Die Anodenbatterie wird an 5 angeschlossen. Kondensator 6 überbrückt die Anodenbatterie für die Hochfrequenz.
Es muss betont werden, dass die Funktion dieser Schaltung nichts mit einer möglichen induktiven Kopplung der Spulen zu tun hat und im Regelfall auch nicht durch eine besondere Anordnung der Spulen unterdrückt werden kann.
Die Induktivität am Gitter kann man durch einen Schwingquarz ersetzen und dadurch die erzeugte Frequenz stabilisieren.

## Unterdrückung der Schwingneigung
Es gibt mehrere Möglichkeiten, die Schwingneigung eines selektiven Verstärkers mit Schwingkreisen am Ein- und Ausgang trotz des Huth-Kühn-Prinzips zu reduzieren:
- Einen Widerstand von 1 Ω bis 1 kΩ zwischen Gitter (Basis, Gate) und Verstärkereingang schalten. Dieser Widerstand ist ein Serienwiderstand im Schwingkreis aus interner Kapazität des Verstärkerbauteils und externer Induktivität und reduziert die Schwingkreisgüte Q.[2]
- Ein Verstärkerbauteil mit kleinerer interner Kapazität verwenden. Die geringere Kapazität zwischen Kollektor (Drain, Anode) und Basis (Gate, Gitter) reicht zur Oszillation nicht mehr aus. Bei Röhrenschaltungen statt der Triode eine Pentode verwenden. Das war ein wesentlicher Grund zur Einführung des Schirmgitters in der Anfangszeit[3] der Röhrentechnik.
- Ein geringer Teil der Ausgangsspannung wird mit der gewünschten (Gegen-)Phase zum Gitter zurückgeführt, um neutralisierend zu wirken. Das geschieht meist durch einen kapazitiven Spannungsteiler und ist bei Leistungsverstärkern von Kurzwellensendern üblich.
- Es wird nicht die Emitterschaltung (Sourceschaltung, Kathodenbasisschaltung), sondern die Basisschaltung (Gateschaltung, Gitterbasisschaltung) verwendet, die sich durch eine außerordentlich geringe Rückwirkungskapazität auszeichnet. In diesem Fall wird die Basis (Gate, Gitter) an Masse gelegt und wirkt wie eine Abschirmung. Diese Schaltung ist im UKW-Bereich oft die einzige Möglichkeit, Leistungsverstärker zu bauen.

## Anwendungen
Diese Oszillatorschaltung wird vorzugsweise als Leistungsoszillator für einige Kilowatt in Industriegeneratoren für Induktionsöfen oder Dielektrische Erwärmung verwendet. Die Frequenzen liegen im ISM-Band um 27,12 MHz.